# آلاله نوک‌دراز
آلاله نوک‌دراز (نام علمی: Ranunculus longirostris) نام یک گونه از سرده آلاله است.